# A próféciák (Nostradamus)

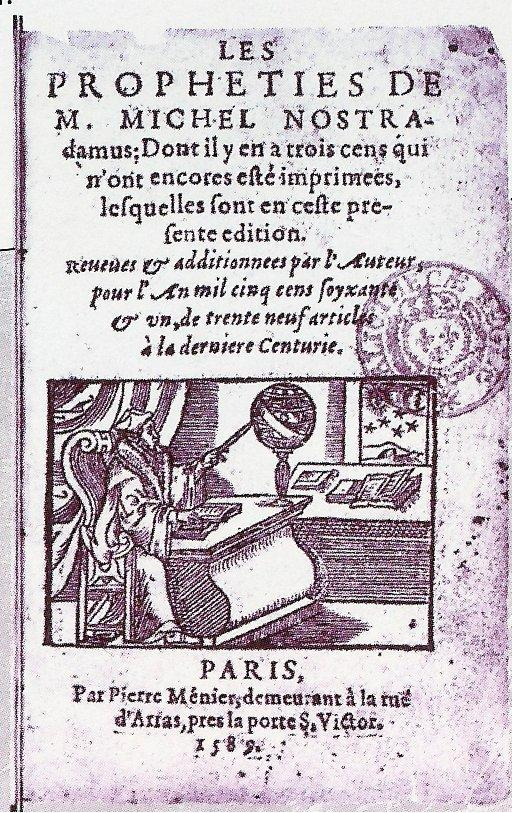
Részlet a Próféciák könyvből

A próféciák Nostradamus újkori francia orvos és jós jóslatokat tartalmazó könyve, mely az idők során több, egyre bővülő kiadást ért meg. Zömében négysoros (kisebb számban hatsoros) rímes versekből áll – ezek a jósversek; melyeket Nostradamus százas csoportokba, centuriákra osztott. Néha magát a könyvet is A centuriáknak nevezik. A jóslatok teljesüléséről évszázadok óta viták, gyakorta heves viták folynak.

## Kiadások
Nostradamus látomásai akkor jelentkeztek nagyobb számban, midőn Salonban letelepedett; már több éve tartottak, mígnem arra gondolt, hogy mások számára is fontosak lehetnek.
A próféciák első kiadása 1555-ben Lyonban jelent meg Macé Bonhomme nyomtatásában. Ennek minden példánya elkallódott. A második kiadás azonban, mely (amint erről a próféciák címlapja értesít) az elsőhöz képest 300 új verset is tartalmaz. Ez 1557-ben jelent meg.
Nostradamus a II. kiadás megjelenése után sem fejezte be a versek írását, 1558-ra még további háromszáz verset írt (VIII–X. centuria). Ezeket az egy évvel később meghalt II. Henrik királynak szóló ajánlással látta el (ez az ajánlás is értékes, próza formájú és a nostradamusi homálytól a lehetőségekig mérten mentesnek tartott jóslatokat tartalmaz, melyek sokat segítenek a versek értelmezésében) és neki elküldte; de életében nem jelentek meg. Posztumusz kiadás formájában, melyet Nostradamus rokonai és Chavigny állították össze, 1568-ban jelentek meg, Benoit Rigaud nyomdájában.

### A könyv összeállítása
Nostradamusnak A próféciák összeállításánál használt munkamódszeréhez legalább annyi vita kapcsolódik, mint a jóslatok értelmezéséhez.

#### „Augur” avagy „látnok”?
Több szerzőnél olvasható ama, az I. centuria 1–2. verseire, illetve a II. Henrikhez írt ajánlása egyik mondatára alapozott vélemény, hogy Nostradamus az ókori jósok módjára háromlábú ércszékre ülve, lábát vízbe áztatva, tűzbe bámulva és kezében vesszőfonatot tartva érte el a jóslásaihoz szükséges révült állapotot. Ezt ma már naiv félreértelmezésnek, Nostradamus mondatait pedig egyszerű jelképnek tartjuk. Nostradamus könyve kimondottan a kor művelt reneszánsz embereinek szólt, akiknek valóban illett tudni, hogy a fentebb felsorolt eszközök az ókori jóspapok által használt mágikus eszközök – a rájuk utalás mégis csupán annyit jelent, hogy Nostradamus az ókoriakhoz hasonlóan, de nem hozzájuk hasonló látnoknak tartotta magát. A kor szövegei tele voltak ilyesfajta, az antikvitásra utaló képes beszéddel. Ha Nostradamus ilyesfajta megnyilatkozásait a kortársak szó szerint értették volna, a mágiát tiltó egyházi cenzúra aligha engedélyezte volna a könyv megjelenését. Munkája előszavában Nostradamus világosan elítélte a mágiát és mágikus könyvei elégetéséről beszélt, bár ez cáfolható azzal a – ma már szintén inkább tévesnek, mint valószínűnek látszó – ellenérvvel, hogy Nostradamus csak azért írta ezt, hogy elkerülje az egyház részéről eretnekség vádját és az üldözést, és leplezze mágikus módszereit.

#### Nostradamus levele fiához

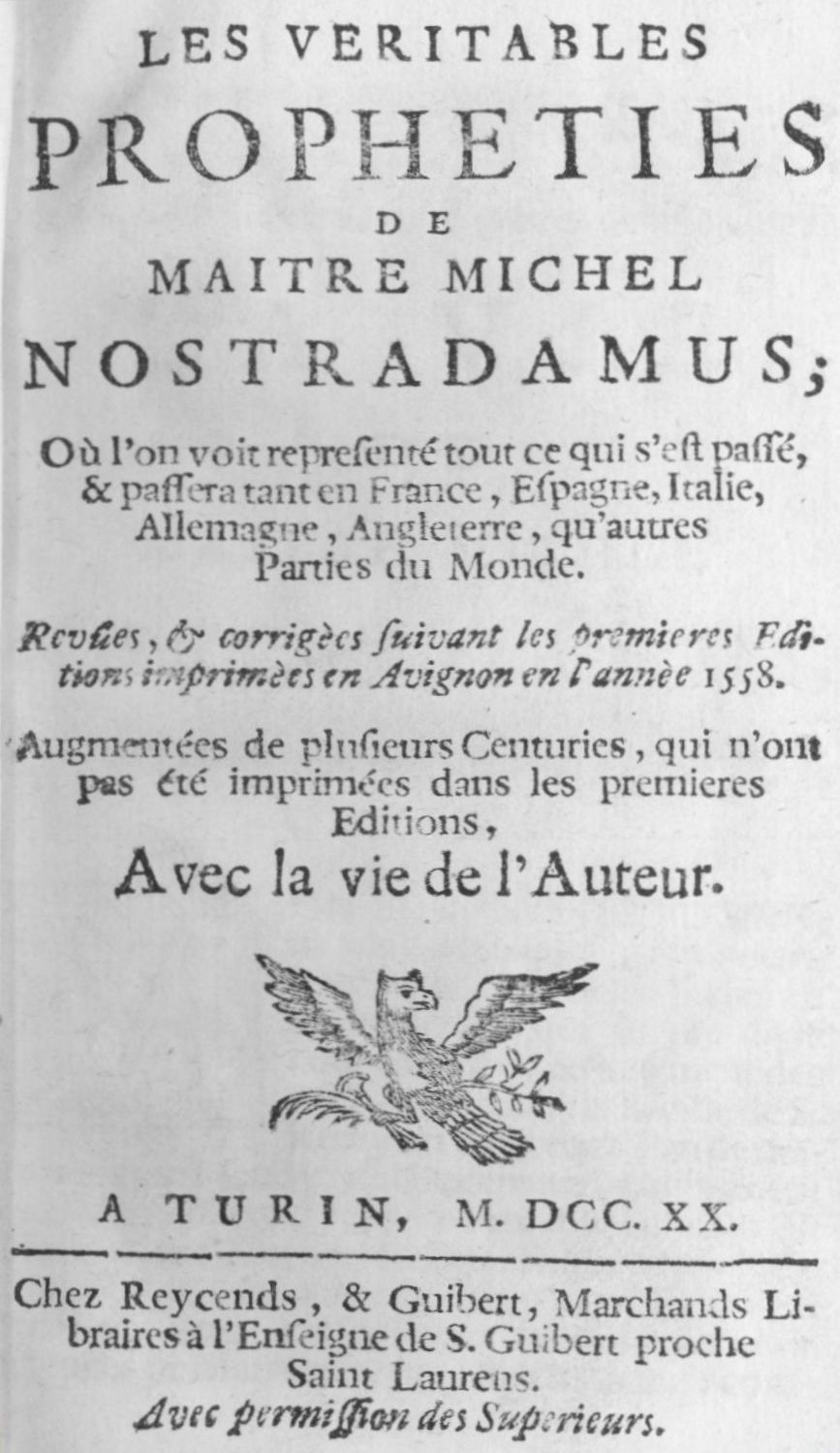
Egy 1720-as torinói kiadás (részlet)

Fiának, Caesarnak szóló egyik levelében, melyet A Próféciák Előszavához csatolt, a következőket írja (ebből a levélből több tekintetben rekonstruálható Nostradamus módszere a látomások meglátásáról és lejegyzéséről; a 8 oldalas levél bekezdéseit nem sorrendben és erősen rövidítve közöljük):
A próféták a halhatatlan Isten és a jó angyalok által a jövendölés szellemét kapják. Ezáltal látnak ők nagyon távoli dolgokat, és tudnak jövőbeni eseményeket előrelátni. A nagyhatalmú Isten nélkül semmi nem tud teljesülni. […] Mi, akik emberek vagyunk, természetes tudással, tehetséggel és ügyességgel a teremtő Isten elrejtett titkaiból felismerni semmit sem tudunk, »mert nem a mi dolgunk, hogy tudjuk az időket …« és így tovább. Hasonlóképp, mint most, lesznek a jövőben is egyes személyek, kiknek a teremtő Isten képszerű látomásokkal a jövő titkait fel akarja fedni. A múltban is így volt … Az ember sugalmazást kap, és képes az istenit az emberitől megkülönböztetni.
A természetes értelem nem láthat természetfeletti dolgokat […]. Én kérlek téged, fiam, soha ne foglalkoztasd értelmed ilyen álmodozásokkal és semmiségekkel […]. Ehhez tartozik a gyalázatosnál is rosszabb mágia hiábavalósága, amit már régen elvetett a szentírás és az isteni törvény – ebből természetesen kivéve a kiszámítható asztrológia megállapításait. […]
Én egészen nyíltan kimondom: (próféta az), akinek ő végtelen és felfoghatatlan nagyságát mélyértelmű sugalmazásban feltárni akarja. Ezt főképpen két forrásból kapja [ti. a próféta …]: [1.] a természetfeletti fény besugározza a személyt, aki [2.] a csillagtudomány által jósol.
Én nagyobb bűnös vagyok, mint bárki más a világon, alávetve minden emberi nyomorúságnak. Hetente azonban néhányszor elragadtatott állapotba kerülök, és hosszú számítások segítségével közlöm az éjszakai tanulmányban megtisztított jó illatot. Így állítottam össze a prófétai könyveket. […] ezeket szándékosan homályosra szerkesztettem.
[miért szerkesztette homályosra:] Ha az ember leírja, hogy királyságok, pártok, vallások milyen ellentétes változásokon fognak átmenni, és a jelenlegiekkel szemben éppen az ellenkezőre fordulnak; ha én ismertetni próbálom azt, ami a jövőben lesz, akkor a királyságok, a pártok, a vallás és hit emberei ezt összeegyeztethetetlennek találják saját elképzeléseikkel, úgyhogy kárhoztatni fogják azt […].
A helyeket behatároltam, időket és időtartamokat meghatároztam, hogy az emberek, akik utánunk jönnek, lássák a jövendő eseményeket, és azokat tévedés nélkül megismerhessék. Más írásokban még világosabban fejeztem ki magamat. A képzett emberek a jóslatokat a homályosság ellenére is meg fogják érteni.
[pesszimista jövőkép felvázolása:] Isten irgalma egy ideig nem fog kiáradni, Fiam, amíg jóslataim többsége be nem teljesedik. Ezek beteljesednek a nagy forradalom megvalósulása által. Többszörös sötét viharban »conteram ergo confringam et non miserebar« [szétzúzom és széttöröm őket, nem kegyelmezek], mondja az Úr.
Én nem akarom magamnak a próféta nevet igényelni, azonban a feltárult sugalmazás által a halandó ember érzékei éppoly kevéssé vannak távol az égtől, mint lábai a földtől. Possum non errare, falli, decipi [Képes vagyok nem tévedni, nem csalódni, nem elámíttatni].
[…] Kérem a halhatatlan Istent, adjon Neked hosszú életet, jó és hasznos szerencsét.
Salon, 1555. március 1.

#### A nostradamusi homály
A II. Henriknek írt ajánlás és az Előszó szerint Nostradamus szándékosan homályossá tette jóslatait. Ez a jóslatok nagy részére valóban igaz, és ez az egyik alapja a Nostradamus jóslataiban hívőket és magát Nostradamust ért kritikáknak; miszerint a jóslatokból azok homályossága miatt szinte bármi kiolvasható. A Nostradamus-hívők szerint azonban ez a vélemény nagyon pontatlan, és vannak egészen világosan értelmezhető jóslatok, tehát a rejtjelezés intenzitása jóslatonként változó – például a kortársairól szóló jóslatokat egészen biztosan rejtjelezte, és a nagyobb időtartamot átfogó jóslatok a kevesebb konkrétum miatt, tehát már tárgyuk szerint is nehezebben érthetőek, mint a konkrétabb eseményekre vonatkozóak.
Nostradamus azzal indokolta jóslatainak homályosságát, hogy ezekben a kortársak ("a királyságok, pártok, vallások", "a pártok, a vallás és hit emberei") magukra ismerhetnének, és a kedvezőtlen jóslatok miatt magát a jóst próbálnák elhallgattatni: támadni vagy üldözni. Megjegyezte azonban, hogy a művelt és verseit elég gondosan tanulmányozó emberek ezeket minden korban a lehetőségekig mérten meg fogják érteni.
A "nostradamusi homály", azaz a versek értelmezését nehezítő kifejezésmód nem csak szándékolt elemekből tevődik össze. Rövid, négysoros és ráadásul más formai követelményeknek is megfelelő versekben eleve nehezebb a kívánt tartalmakat kifejezni, mint kötetlen formában. Ezen kívül nehezíti az értelmezést a Nostradamus által használt, a még használatban lévő latin nyelv hatására megjelenő, a mai franciánál szabadabb szórend. Óhatatlanul fellépnek a minden szöveg értelmezését nehezítő jelenségek, mint például a nyomdahibák is. A szándékosan használt eszközök is változatosak, mint például a rövidítések, a szótorzítások (az ütem kedvéért néha egyszűen levágja a szavak végét) rengeteg nem francia (görög, latin, provanszál) szó (különösen gyakori az akkori reneszánsz szokás szerinti anticizálás: például ókori földrajzi vagy népnevek használata a korabeli és jövőbeli(?) nevek helyett); az anagrammák alkalmazása, a rossz helyesírás (számtalan kritikus tette szóvá, hogy több szót eltorzít, például "Timbre" = "Tibre", ez egyébként lehet nyomdahiba is); és a költői nyelvre amúgy is jellemző olyan stílusalakzatok, mint a körülírások és metonímiák ("Plancus városa" "Lyon" helyett; "Velence" "Olaszország" helyett, "a nagy Neptun" – vélhetően Anglia helyett, "a félig-disznó ember" – esetleg a gázálarcot viselő ember helyett). Utóbbiak nemcsak a költőiség fokozására vagy a rejtjelezésre szolgálhattak, hiszen ha Nostradamus valódi jós volt, akkor olyan fogalmakat kellett a saját nyelvén kifejeznie és olyan tárgyakat, országokat leírnia, melyek az ő korában még nem is léteztek (Olaszország), sőt maga nem is tudta, micsodák (gázálarc).
A nostradamusi homály legtöbb vitát kiváltó eszköze az, hogy a jóslatokhoz szerzőjük nem társított dátumot. Értelmezői egyes verssorokban bolygóállásokra ismernek ("Mars, Nap, Vénusz az Oroszlánban"), ezek azonban egy évszázadon belül viszonylag gyakran (például harminc évente) ismétlődnek, és így legfeljebb csak hozzávetőleges meghatározást tesznek lehetővé, ha egyáltalán bármilyet. A dátumtalanság Nostradamus jóslásról kifejtett felfogását és ennek alapján feltételezett munkamódszereit ismerve egyszerűen magyarázható azzal, hogy a jós látomásait jegyezte le jóslatokká, s ezekből (hangok és képek) pedig több esetben ő maga is csak legfeljebb közvetve deríthette ki, hogy melyikük mely korba helyezendő. Ráadásul ama mondata, hogy "képes vagyok nem tévedni, nem csalódni, nem elámíttatni", csak az "isteni értelemtől" eredő látomások tartalmára vonatkozik, azonban látomásait asztronómiai számítások felhasználásával öntötte versbe, és e számítások, mint a "természetes értelem" eszközei, szerinte is alá vannak vetve a tévedésnek. Ritka kivételektől eltekintve, a legtöbb időpont-adat a versekben nem "látott", hanem "számított", ezért a jóslatok pontos dátumhoz kötése nehéz is, és ha ez mégis megtörtént, akkor sem egy "valódi" jóstól elvárható abszolút bizonyossággal történt.
Ehhez a kérdéshez kapcsolódik még egy rejtély, mégpedig a versek sorrendjéé. A II. Henrikhez írt ajánlásban Nostradamus röviden, nagy vonalakban vázolja a jövendő menetét; ez (egyes itteni és versekbeli kifejezések azonossága és egyéb adatok alapján) lehetőséget teremt egyes versek igen durva (évezred, évszázad pontosságú) dátumozására. Ennek alapján minden értelmező megegyezik abban, hogy A próféciák versei nem időrendben követik egymást: míg az egyik vers esetleg a II. világháborúról szól, a következő már az angol polgári forradalomról, míg a következő talán a 21. századról. Felmerül a kérdés: véletlenszerűen keverte-e össze a verseket Nostradamus, vagy valamilyen rendszert alkalmazott? Többen úgy gondolják, hogy található valamilyen rendszer, de eddig senkinek sem sikerült olyat "dekódolást" találnia, amit akár a Nostradamus-hívők jelentős hányada, nemhogy az összes, meggyőző rendezőelvnek talált volna.

### Néhány híresebb jóslat

#### IV. 8. – Saint Quentin ostroma
Fekete Sándor Pál szerint ez Nostradamus elsőként beteljesült jósverse. Nyers fordítása magyarra:
| A nagy városra gyors és hirtelen roham, Meglepve éjszaka, az őrség félbeszakítva: Az őrködőket és virrasztókat Saint Quentinnél Az őrséget megölik, és a kapukat betörik. (Franciául: ld. Wikidézetek) |

A vers értelmezésében útba igazít Saint Quentin város neve, mely ma is Franciaországban található, a belga határ közelében. A 14. században II. Henrik francia király idejében Belgiumot Spanyolország tartotta uralma alatt, és innen fenyegette Franciahont. Henrik hadvezérét, Guise herceget küldte az angol segédcsapatokkal támogatott spanyolok ellen, akikkel e város közelében megütköztek, vesztükre. A spanyolok szétverték a sereget, a herceget foglyul ejtették. Ezután, 1557. augusztus 10-én valóban sikeresen rohamozták meg a várost, be is vették. A jóslat A próféciák 1555-ös első kiadásában már szerepelt, így Nostradamus hívői szerint két éven belül teljesült.

#### I. 35. – II. Henrik halála
A legelső beteljesültként ismert jóslatok egyike, az I. centuria 35. verse; mely (Ráth-Vég I. szavaival) „Nostradamus nevét egy csapásra európai hírűvé tette”:
| Magyarul (nyers fordításban): Az ifjú oroszlán felülmúlja az öreget Harci mezőn páros viadalban: Arany kalitban kidöfi a szemét. Két csapás/seb egy/első, aztán meghal, kegyetlen halállal. (Franciául: ld. Wikidézetek) |

A versben a kortársak egy 1559-ben a francia királyi családban kötött kettős házassági szerződés örömére rendezett, június 29-étől több napon át tartott ünnepségek harmadik napján, július 1-jén megrendezett balsikerű lovagi torna eseményeire ismertek.
Fekete Sándor Pál értelmezése szerint a „fiatal oroszlán” II. Henrik francia király (az oroszlán, mint az állatok királyát a korabeli királyi címereken, s ennek hatására irodalmi szövegekben is a királyi hatalom metaforájának tekinthető; de a magyarázók azt is említeni szokták, hogy II. Henrik párviadalban használt pajzsán is oroszlános címer volt). Amennyiben az „öreg oroszlán” Henrik apja, a művészetkedvelő I. Ferenc, őt a harci játékok nagy rajongója, Henrik valóban felülmúlta párviadalban.
A párviadal utolsó (harmadik) menete, melyet Henrik a fiatal Gabriel de Lorges Montgomery lovaggal vívott, döntetlen lett, ezért a bosszús király a szabályoktól teljesen elütő módon visszavágót követelt – és bár felesége, Medici Katalin és maga Montgomery is ellenkezett, a királyi kérés elől nem lehetett kitérni. Az újabb fordulóban a két lovas ismét egymásnak rontott, Montgomery dárdája eltört, a dárda csonkja felcsúszott a király páncélján, áthatolt az aranyozott királyi sisakrostély szemnyílásán és kiszúrta a királyi szemet, a dárda másik szilánkja pedig a királyi nyakba fúródott. Az „arany kalicka” Henrik aranyozott sisakrostélyát jelentené, melyet Montgomery lándzsája balszerencsés módon átütött.
Az utolsó, 4. sor „plaises” szavát, mely csapást és sebet is jelenthet; eltérően magyarázzák a kommentátorok. Egyesek szerint a „két csapás, egy” arra utalna, hogy a párviadal első két menete után a harmadikban történt a halálos sebesülés. Mások szerint úgy olvasandó, hogy „a két seb egy”, a király két sebére, a szem- és nyaksebre utalva, melyet egyazon lándzsa okozott, vagy melyek együttesen okozták a halálát. Ettől a szakasztól eltekintve a jósvers többi része – már ha ragaszkodunk ahhoz, hogy valóban e történelmi eseményhez kapcsolandó – viszonylag egyértelmű. A seb elfertőződött, és kilencnapi gyötrelmes szenvedés után II. Henrik valóban kegyetlen halállal elhunyt.

#### IX. 18. – Gaston és Montmorency felkelése
A kilencedik centuria tizennyolcadik verse azért válhatott nagyon híressé, mert 1). a benne szereplő egyik személyt néven nevezi, aki így – a fenti két jósverssel ellentétben – viszonylag egyértelműen azonosítható; 2). ráadásul ezt a személyt Nostradamus nem ismerhette, mivel a jós halála után született.
A nevezett személy Montmorency Henrik herceg és báró, Franciaország kormányzója, aki csatlakozott egy XIII. Lajos francia király elleni lázadáshoz.
| Le lys Dauffois portera dans Nansi Jusque'en Flandres électur de l'Empire: Neufve obtruree au grand Montmorency, Hors lieu prouvéz délivra à clere peine. Magyarul (nyers fordításban): A liliomot a Dauphin viszi Nancyba Egészen Flandriáig a birodalmi választó. Új börtön a nagy Montmorencynek, A szokott helyen kívül kiszolgáltatva a híres bűnhődésnek. |

Egy lehetséges értelmezés röviden: XIII. Lajos francia király idejében főnemesek (köztük az anyakirályné) összeesküvést szőttek Richeliu bíboros és a király ellen, ennek egyik főalakja Lajos öccse, Gaston herceg, törvényes trónörökös, azaz Dauphin volt (lévén a királynak nem volt fia), aki a királyi seregek elől menekült Nancy városába (akkoriban nem tartozott Franciaországhoz), és ott liliomos zászlaja alá idegen zsoldossereget toborzott. De Franciaországban is segítségre talált Montmorency báró személyében, aki felesége (Orsini Silvia) unszolására az összeesküvők közé állt. Seregeik betörtek Franciaországba, de 1632. szeptember elején a túlerőben lévő királyi sereggel összecsapva vereséget szenvedtek, Montmorency fogságba esett. A foglyot valóban egy akkor újonnan épült börtönbe vitték, Toulouse-ba. Az is való igaz, hogy a főurak, a királyné, és a köznép kívánságára kivégzése nem a szokott helyen, a piactéren történt, hanem a király kegyelméből a nyilvános megszégyenítés elmaradásával a városháza zárt udvarán, és nem hóhér, hanem katona által. Etienne Jaubert Nostradamus-kutató az események után mindössze két évvel kiadott könyve szerint a katonát Clarepeyne-nek hívták (e szó nagyon hasonlít a 4. sor utolsó két szavának összeolvasásával keletkezett „clere peine” szóhoz). Jaubert ezen adatát és értelmezését később sokan vonták kétségbe – az tény, hogy Jaubert az események idejében élt; az igazság ma már valószínűleg kideríthetetlen (bár az általában erősen szkeptikus természetű Ráth-Végh elfogadja Jaubert fenti adatát).
A 2. sor a fenti értelmezés szerint egy, a fenti eseményekkel egyidejű, de velük csak közvetett kapcsolatban álló másik eseményre vonatkozik, a harmincéves háború idején a német császár ellen forduló Filip Christopher von Sötern trieri választófejedelemhez, akit 1635. március 26-án foglyul ejtettek, és Flandriába, Tervurenbe vitték. Azon kívül, hogy egymáshoz közeli időben történtek, a két eseményt valószínűleg az kapcsolja össze, hogy mindkettőben lázadásról van szó, és talán ezért vette egybe őket Nostradamus. Ám ha a vers egy némileg eltérő, lentebb leírt értelmezését fogadjuk el, akkor létezik kimutatható kapcsolat a Dauphin szóval jelölt személy és a trieri választófejedelem közt.
A versnek ugyanis létezik egy másik értelmezése is, melyről Ráth-Végh István ír. A vers utolsó kettő és tkp. a második sorának értelmezésében is, nincs lényeges különbség. Az első sor által említett Dauphin azonban esetleg lehet maga az összeesküvés elfojtója, XIII. Lajos király is, aki trónra lépése előtt először viselte a francia királyok közül e címet; és aki 1633. szeptember 25-én az „összeesküvő” seregeket üldözve maga is behatolt Nancy városába. Ez értelmezés igazsága esetében pedig van kapcsolat a Dauphin és a választófejedelem között, ugyanis XIII. Lajosnak utóbbi személy a szövetségese volt, és Lajos, aki 1635-ben a fogságba esett lázadót a pártfogásába vette, egészen Flandriáig, Leuven városáig tört előre seregeivel az érdekében.

#### IX. 16. – Franco és a „Ribierák”
Hasonló szituáció érvényes a következő, már a huszadik századra vonatkozó jósversre. Itt már, az értelmezők többsége szerint, két név van megnevezve.
| De castel Franco sortira l'assamblee, L'ambassadeur non plaisant fera scisme: Ceux de Ribiere seront en la meslee, Et au grand goulphre desnieront l'entree. Magyarul (nyers fordítában): A spanyol Franco kilép a gyülekezetből A követ nem tetszik, szakadás lesz, Riverák társai lesznek az összecsapásban, A nagy örvénynek megtagadva a belépés. |

A régebbi értelmezések a verset egy Castelfranco nevű (ma Olaszországban található) helységre próbálták vonatkoztatni; a huszadik század első felében történtek ismeretében azonban egy másik értelmezésre is lehetőség nyílik; utóbbi szerint a castel a „castellano” (tkp. „kasztíliai”), azaz „spanyol” rövidítése, így a "castel Franco" kifejezés a spanyol Franco tábornokra utal, a Ribiere szó, mai francia helyesírással, Rivera, Miguel Primo de Rivera tábornokra és fiára, José Antonio Primo de Riverára, a falangista mozgalom alapítójára. Spanyolországban valóban nagy, a polgárháborúba torkolló „szakadás”, küzdelem, összecsapás egyik oldalán harcoltak. A vers 4. sorának értelmezése kérdéses. Fekete Sándor Pál szerint a „nagy örvény”, mint pusztító, veszélyes dolog, valószínűleg a II. világháború „kódja” lehet – ebből Spanyolország valóban kimaradt.

#### Napóleon
| Magyarul (nyersfordításban): Egy császár születik Itália közelében Aki a császárságnak sok pénzébe fog kerülni, Azt fogják mondani, hogy bárkivel társul, Inkább hasonlít mészároshoz, mint fejedelemhez. (Franciául: ld. Wikidézetek) |

Az utolsó sor egy más fordítása: „Azok közt, akikkel körülveszi magát, több a mészáros, mint a fejedelem”. Napóleont általában „a nyírottfejű”-nek nevezi, így erről ismerhető fel, ha más versekben róla beszél. A többi vers, amelyben előfordul a „nyírottfejű” kifejezés, valóban elég jól illik Bonaparte Napóleonra. Egyes értelmezők szerint az egyik vers Pau, Nay, Loron kifejezése a "Napaulon Roy" anagrammája – az ezen értelmezéssel egyet nem értő akadémikusok  szerint valószínűbb, hogy egyszerűen három nagyváros Délnyugat-Franciaországban, nem messze egykori otthonától.
A Napóleon császárról szóló további verseket ld. itt.

#### Hitler
| „Éhségtől dühödt vadállatok fognak átúszni a folyókon a csatatér nagyobb része Hister ellen lesz, vasketrecben vonszolják a nagy embert, míg Németország gyermeke semmit sem tart tiszteletben.” |

Ezt a jóslatot Nostradamus hívőinek legtöbbje a huszadik század második fele óta úgy értelmezi, hogy a saloni jós-orvos megjósolta Adolf Hitler, a nemzetiszocialista diktátor uralmát, a Hister u.is hasonlít Hitler-re. Azonban e név mindössze az alsó Duna régi elnevezése, amint arról az 1554-es Presage-ban ír. A legtöbb értelmező szerint viszont nem csak ez a jóslat vonatkozik Hitlerre.

### Magyar vonatkozású jóslatok

#### IX. 90. –Görgey Artúr
| Magyarul (nyers fordítában): A nagy Germánia egy kapitánya Jön színlelt segítségül, A királynak királyoktól segítség Pannóniában, Hogy annak lázadása nagy vérontássá legyen. (Franciául: ld. Wikidézetek) |

A jóslat értelmezését Pannónia (= Magyarország) neve segíti, a negyedik sor pedig egy ottani lázadásról beszél. A harmadik sor, miszerint Pannónia királyát más királyok segítik, elég egyértelműen utal az 1848-as forradalomra és szabadságharcra, melyet a magyar király (és osztrák császár) végül az orosz cár segítségével vert le. A germán kapitányról szóló első két sor Fekete Sándor Pál értelmezése alapján ráillik Görgeyre, a volt osztrák katonatisztre, aki a magyar honvédségbe mint az 5. győri zászlóalj századosa lépett be, és akit politikai ellenfelei később árulással (színlelt segítség) vádoltak.
A jóslat különlegessége, hogy Magyarországgal foglalkozik. Nostradamus hazáján kívüli eseményeket jobbára (bár akadhatnak más kivételek is) csak akkor tárgyalt, ha azok komoly hatást gyakoroltak Franciaországra.

### A jövő főbb vonalai Nostradamus szerint
Nostradamus jóslatainak gyakran előforduló értelmezései szerint a huszonegyedik század elején várható egy harmadik, közel fél évig tartó világháború. Ezután egy nagyon boldog és bőséges békekorszak következik (ami sokáig tart). Ezután véres kezű diktátorok fogják uralni a földet („antikrisztusok”) és újra egy háborúkkal teli korszak kezdődik. Nostradamus szerint az időknek végezete is lesz, ami – nem jóslatai, hanem hozzávetőleges számításai szerint – körülbelül az i. sz. 3. évezred végén fog eljönni; ám különféle ellentmondások (például a különböző kiadásokban szereplő eltérő számítások) miatt a "világvége" jósolt időpontját még a Nostradamus-hívők sem mind fogadják el.

#### A harmadik világháború
A harmadik világháború kérdése az egyik legvitatottabb téma még a Nostradamus-hívők körében is.
Az tény, hogy a IV. 100. jósvers említést tesz egy „hét hónapos nagy háborúról”, ami Franciaországot is érinti (például). Nostradamus egyéb írásai (például a II. Henriknek írt levele) alapján ezt az értelmezők többsége a huszadik század végére, illetve annak közelében vélte vagy véli bekövetkezni.
Sok múlt századi szerző azonban egyéb versek alapján is biztos volt a harmadik világháború kitörésében, sőt annak időpontját is előre megmondta.
- Lee McCann 1942-ben közölt véleménye szerint a V. 25. jósvers alapján, mivel abban egy konstelláció van említve (Mars, Nap, Vénusz az Oroszlán csillagképben), amely 1987. augusztus 21-én volt bekövetkezendő; megjósolható, hogy a harmadik világháború e napon fog kitörni. Ez az értelmezés teljesen nyilvánvalóan téves. Valójában az idézett jósvers egy szót sem szól világháborúról, csak közel-keleti háborúzó országokról (Perzsia, Bizánc, Egyiptom), sőt tulajdonképp csak afféle konfliktusról (hogy egymillió perzsiai(?) készen áll a támadásra). Kurt Allgeier, 1982-ben megjelent könyvében már szkeptikusan áll hozzá ehhez az értelmezéshez. Megjegyezzük még, hogy az említett konstelláció a huszadik században többször is előfordult, például 1998-ban.
- Jean Charles de Fontburne, Nostradamus, Historien et Prophete c könyvében (1970-es évek vége) hasonló érvekre alapozva közölte azt a nézetét, hogy a harmadik világháború 1983-ban fog kitörni.
- Több más (félre)értelmezés állította hasonlóan biztosan, hogy a harmadik világháború 1991-ben, 1999-ben etc. fog kitörni. Valójában Nostradamus nem adott meg pontos dátumot, így e kérdésben csak találgatásokra vagyunk utalva.

| "Arab vezér, Mars, Nap, Vénusz az oroszlánban. Az egyház uralma a tengeren összeroskad, Perzsia táján közel jó egymillió készen Bizáncot, Egyiptomot kígyókkal(?) megtámadni." "Béke közeleg egy oldalról és háború Soha nem volt szorongatás ilyen nagy, Sírnak férfiak és asszonyok, ártatlan vér a földön, És ez lesz Franciaország egész széltében." "Tűz a levegőégből a királyi épületre, Midőn a háború fénye alábbhanyatlik,, Hét hónap nagy háború, gonosz emberek halála, Rouen, Evreux a királynak nem fog hiányozni." |

#### A világ végső sorsa Nostradamus szerint
Nostradamus az Armageddon eljövetelét 7074 tavaszának végére jósolja.

## Álláspontok Nostradamusról és jóslatairól

### A hatsorosok eredetiségének kérdése
Csaknem fél évszázaddal A próféciák megjelenése után, 1605-ben jelent meg 58 darab hatsoros jósvers az egyik új kiadásban, külön fejezetben, melynek címe: Csodálatos jövendölések e századra (Admirable Predictions à ce siecle), melyet egy IV. Henrik királynak címzett ajánlással láttak el, utóbbi szerzője Vincent Sève, Nostradamus unokája (lányának fia). A hatsoros jósverseket későbbi kiadásokban szintén külön, néha XI. centuria fejezetcímen közölték.
Már 1643-ból ismert olyan vélemény (Claude Garcin írta egy Nostradamusról megjelentetett könyvében), mely a hatsoros verseket hamisításnak tartja. Az ilyen véleményeket hangoztatók szerint gyanús, hogy 50 éven át szinte senki sem tudott róluk, sem Nostradamus, sem Chavigny nem említette őket senkinek (legalábbis nincs ennek bizonyítéka), nyomuk ma már irataikban sem található. Egy évvel ama személy (Chavigny) halála után hozták őket nyilvánosságra, aki leleplezhette volna, ha hamisítás történt. Formájuk és stílusuk is különbözik a négysorosokétól, a 6. számú hatsoros pontosan ráillik a három évvel előtti, 1602-es Birion-féle összeesküvésre, ebből a vers utólagos elkészítésére is lehet következtetni.
Mások elfogadták a hatsorosok valódiságát. Etienne Jaubert 1656-os könyvében megemlíti, hogy látta ezek eredeti kéziratát M. Barbotteal amiens-i kanonok könyvtárában, ráadásul Jaubert 132 versből álló kéziratról beszélt. Fekete Sándor Pál a hatsorosok korlátozott mértékben való eredetisége mellett további érveket sorakoztatott fel – ezek szerint a hatsorosok stílusváltozása Nostradamus ama belátásából eredhet, hogy a négysorosok nem teljesen alkalmasak a jóslatok pontos közreadására, s ugyan Chavigny nem élt a közzétételkor, de Caesar Nostradamus, a saloni jós fia igen, s ő szintén leleplezhette volna, ha csalás történt – ugyanakkor nem tartotta lehetetlennek azt, hogy még ha nem is színtiszta hamisítványok e hatsorosok, de szövegükben utólagos átírásokra vagy javításokra kerülhetett sor (a Birion-összeesküvéshez és hasonló aktuális eseményekhez való "hozzáigazítás" céljából).

### Az eretnekség és az egyházi tiltólista kérdése
A Pallas nagy lexikona szerint a katolikus egyház 1781-ben indexre tette; vagyis üldözendőnek minősítette Nostradamus jóslatait és megtiltotta kéziratainak közlését; később a tilalmat visszavonták. Fekete Sándor Pál könyve Előszavában említi az indexre tevést, s egykori indokát: hogy egyházi vezetők a pápaság bukását vélték kiolvasni belőlük.
Ezt más források nem erősítik meg: Müller Lajos A római index (Nevezetesebb tiltott könyvek) című munkája (Budapest, 1926) például nem sorolja fel Nostradamus könyvét, de elmondja (24–28. o.), hogy léteztek nem konkrétan cím szerint, hanem általános egyházi szabályok által tiltott művek is – így, ha nem is találjuk meg Nostradamus könyvét Indexekben, lehettek időszakok, amikor ezen általános szabályok valamelyike alapján az Egyház által tiltott könyvként tekintettek arra. Erika Cheetham kötete (A nagy Nostradamus könyv. Budapest, 1993) a 18. oldalon megemlíti, hogy Nostradamust már 1649-ben propagandatevékenységre használták fel. A jóslatokban felfedezni vélt élő politikai és egyházi személyiségek okán ezért létezhettek korszakok, amikor tiltották művét, és olyanok is, amikor ellenkezőleg, népszerűsítették azt. Egyes források kifejezetten cáfolják, hogy Nostradamus könyve valaha is Indexen lett volna, egyszerű legendának tartják e kijelentést.
Nostradamust már életében érték támadások nemcsak jóslatai tartalma, hanem egyáltalán jós volta miatt. Ennek részben oka, részben ürügye volt a jóslás elleni ókori-középkori eredetű katolikus idegenkedés, noha a jóslatok tartalma, különösen a világ végső sorsát tekintve, nem mond ellent a katolikus egyház hitelveinek, sőt Nostradamus szerint „látomásaim szembetűnő egyezést mutattak a Bibliával”). Az ilyen támadások mögött valódi okként féltékenység, irigység is szerepet játszhatott

### Egyéb jóslásellenes támadások
Ezek a támadások egészen máig folytatódnak. A támadók közt voltak (és vannak) materialisták, akik szerint jóslás eleve nem lehetséges. De voltak olyanok is, akik nem tartoznak a fenti csoportba, viszont úgy gondolják, hiteles prófétálás csak az ószövetségi időkben létezhetett, és aki a modern korban próbálkozik ilyesmivel, az szükségképp csaló. A fenti vélemény hívő vagy vallásos emberek (zsidók, keresztények, new age-hívők stb.) más csoportjainak álláspontja szerint nem igaz, hiszen nem egy, a hívő közvélemény által hitelesnek elfogadott prófétát ismerünk a legújabb korban is.
Lásd  A támadó művek nem teljes irodalomjegyzékét ld. lentebb.

### Egyéb vélemények
Ezen kívül vannak olyan vélemények is, melyek valamilyen részlettel kapcsolatban kérdőjelezik meg Nostradamus hitelességét. Ide tartoznak azok, akik szerint a könyvet nem ő írta, hanem plagizálta, illetve azok a vélemények is, melyek pusztán a hatsoros versek eredetiségét kérdőjelezik meg, a négysorosokét nem feltétlenül.
Nostradamus hitelességének nem használnak azok a huszadik századi „álpróféciák” sem, melyeket – néha szórakozásból – az ő jósverseiként kéretlen e-mail üzenetek formájában terjesztenek. 2001. szeptember 11. kapcsán például rengetegféle ilyen e-mail terjedt.

## Magyarul
- Jóslatok az ezredvégről; ford., előszó, jegyz. Ligeti Pál; Oraculum, Bp., 1990
- Beteljesült jóslatok; ford., előszó, jegyz. Ligeti Pál; Oraculum, Bp., 1991
- Világvége. Katasztrófák földön, égen, politikában; életrajz Jean-Aimes de Chavigny, ford., előszó, jegyz. Ligeti Pál; Oraculum, Bp., 1991
- Les prophéties de M. Michel Nostradamus / Próféciák; ford. Szántai Zsolt; Trajan, Bp., 2004 (Eredeti és magyar nyelven)
- Michel Nostradamus mester próféciái. Melyek közül háromszázat eddig még sohasem nyomtattak ki; ford. Vajda Gábor; Kossuth–OSZK, Bp., 2004
- Próféciák. Hajdani és majdani események. Ahogy a mester látta; ford. Szántai Zsolt; STB, Kistarcsa, 2009